# Aleksandra Fiodorowna (1872–1918)
Aleksandra Fiodorowna (właśc. Alicja Hessen-Darmstadt; ur. 6 czerwca 1872 w Darmstadt, zm. 17 lipca 1918 w Jekaterynburgu) – ostatnia cesarzowa Rosji jako żona cesarza Mikołaja II. Święta prawosławna.

## Życiorys

### Dzieciństwo
W wieku sześciu lat straciła matkę. Księżna Alicja Koburg zmarła na dyfteryt, którym zaraziła się od swoich chorych dzieci. W 1879 razem z rodzeństwem z woli ojca przeprowadziła się na dwór brytyjski, pod opiekę babki, królowej Wiktorii.
W 1884 r., w wieku dwunastu lat, księżniczka Alicja pierwszy raz spotkała następcę tronu rosyjskiego – carewicza Mikołaja, starszego od niej o cztery lata. Młodzieniec podarował jej wówczas broszkę, jednak speszona Alicja zwróciła mu ją następnego dnia. Po raz drugi spotkali się w tym samym roku na ślubie siostry Alicji, Elżbiety, z wielkim księciem Sergiuszem Aleksandrowiczem Romanowem. Po tym spotkaniu Mikołaj odnotował w dzienniku, iż zakochał się w Alicji, a ona odwzajemniła jego uczucie. Car Aleksander III oraz caryca Maria Fiodorowna nie byli zadowoleni z zainteresowania syna księżniczką heską, ze względu na zbyt niską w ich ocenie rangę rodu z Hesji-Darmstadt. Mieli nadzieję, że możliwy byłby do zrealizowania projekt małżeństwa Mikołaja z córką pretendenta do tronu francuskiego, Heleną, córką Filipa Orleańskiego lub z księżniczką pruską Małgorzatą, córką następcy tronu pruskiego Fryderyka. Równocześnie babka Alicji planowała zaaranżować jej małżeństwo z księciem Clarence i Avondale Albertem Wiktorem.
Alicja uczyła się gry na fortepianie (którą opanowała w wysokim stopniu), historii, geografii, literatury angielskiej i niemieckiej. Jedna z jej nauczycielek, Margaret Jackson, przekazała jej zainteresowanie polityką.

### Młodość
W wieku szesnastu lat Alicja została konfirmowana w Kościele luterańskim i oficjalnie wprowadzona do eleganckiego towarzystwa. W tym samym roku odrzuciła oświadczyny księcia Alberta Wiktora; królowa Wiktoria uszanowała jej decyzję, choć miała nadzieję, że księżniczka zmieni zdanie. Zimą na przełomie lat 1889 i 1890 Alicja udała się w odwiedziny do siostry Elżbiety do Rosji. Mogła tam ponownie spotkać się z carewiczem Mikołajem. Oboje wspominali, że ich wzajemne uczucie po tym spotkaniu jeszcze wzrosło. Po powrocie z Rosji Alicja ostatecznie odrzuciła propozycję małżeństwa z Albertem Wiktorem, królowa Wiktoria nie sprzeciwiła się temu. Alicja wróciła na stałe do Darmstadt, gdzie, jako że jej ojciec był wdowcem, pełniła obowiązki księżnej, organizując bale i spotkania towarzyskie oraz angażując się w działalność charytatywną. W 1891 roku odrzuciła drugą propozycję małżeństwa, również aranżowaną przez jej babkę, tym razem z księciem Maksymilianem Badeńskim. Okazjonalnie korespondowała z carewiczem Mikołajem.
W 1894 roku Aleksander III i jego żona zmienili zdanie w sprawie przyszłego małżeństwa najstarszego syna i zgodzili się, by ten oświadczył się Alicji Heskiej. Zachęcany przez jej siostrę Elżbietę, Mikołaj rozpoczął z nią regularną korespondencję. Księżniczka heska stwierdziła jednak, że nie może porzucić luteranizmu na rzecz prawosławia (co było koniecznością przy ślubie z rosyjskim następcą tronu), gdyż uważa podobny czyn za wielki grzech, który zniszczyłby całe jej życie. Mikołaj udał się następnie osobiście do Coburga i w prywatnej rozmowie bezskutecznie namawiał Alicję do konwersji. Ostatecznie księżniczka została przekonana do przyjęcia oświadczyn carewicza przez kuzyna Wilhelma oraz ciotkę Marię Meklemburską, żonę wielkiego księcia Włodzimierza Aleksandrowicza Romanowa. W kwietniu 1894 roku oficjalnie ogłoszono zaręczyny carewicza Mikołaja i Alicji Heskiej. Narzeczona następcy tronu rosyjskiego podjęła przygotowania do konwersji na prawosławie pod kierunkiem spowiednika rodziny carskiej, ks. Joanna Janyszewa.

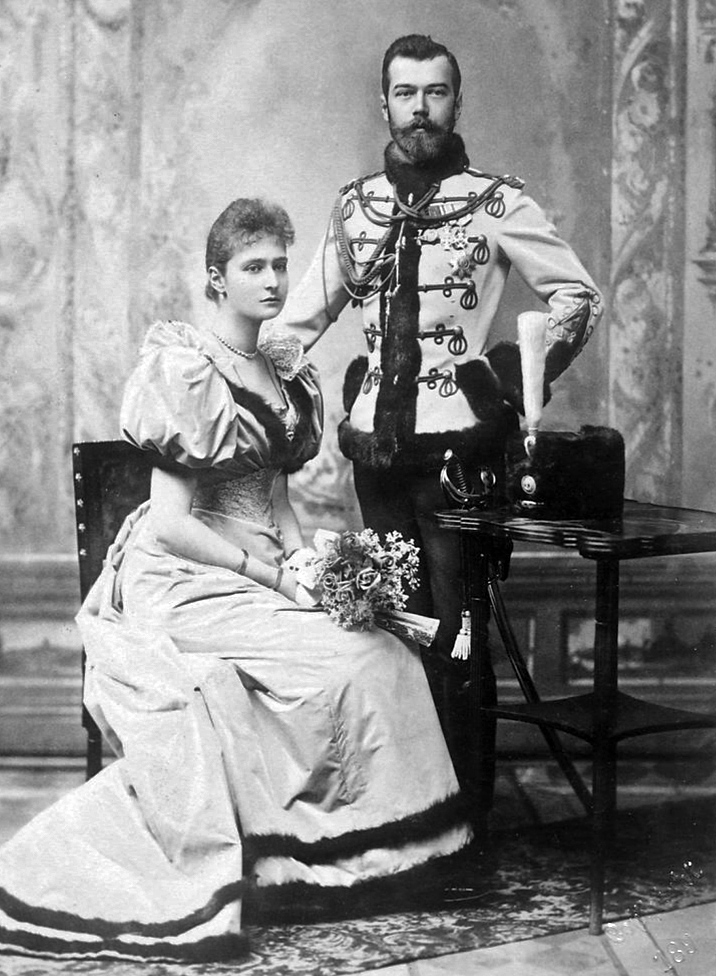
Oficjalne zdjęcie Mikołaja i Aleksandry po ogłoszeniu ich zaręczyn

We wrześniu tego samego roku car Aleksander III nagle zachorował. Carewicz Mikołaj i jego narzeczona towarzyszyli mu w czasie kuracji w Liwadii. 1 listopada 1894 roku monarcha zmarł, a jego najstarszy syn odziedziczył po nim koronę. Planował ożenić się z Alicją natychmiast, jeszcze w Liwadii, zaś do udziału w ceremonii zaprosić jedynie najbliższą rodzinę. Ostatecznie został przekonany do zmiany planów i organizacji ślubu w Petersburgu, zgodnie z tradycją. Alicja towarzyszyła rodzinie carskiej w czasie przewozu ciała zmarłego cara do Petersburga oraz w czasie pogrzebu. 2 listopada tego samego roku przyjęła prawosławie i imię Aleksandra Fiodorowna.
26 listopada 1894 roku metropolita petersburski i ładoski Palladiusz udzielił Mikołajowi i Aleksandrze ślubu. Ze względu na trwającą żałobę po carze młodzi nie zorganizowali przyjęcia ani nie mieli prawa do miesiąca miodowego. Nowożeńcy zamieszkali w Pałacu Aniczkowskim razem z carycą-wdową.

## Caryca Rosji

### Pierwsze lata
Nowa caryca Rosji nie zyskała na dworze sympatii. Zachowanie Aleksandry Fiodorowny krytykowała caryca-wdowa oraz jej ciotka Maria Pawłowna (Maria Meklemburska), służba rozpowszechniała plotki na jej temat. Przedmiotem żartów stała się jej słaba znajomość języka francuskiego, w którym rozmawiano na dworze oraz jej angielski akcent. Relacje żony Mikołaja II z jego matką układały się szczególnie źle; w niewielkim stopniu poprawiły się, gdy para carska przeprowadziła się do Carskiego Sioła. Zniechęcona postawą carycy-matki Aleksandra, usprawiedliwiając się złym stanem zdrowia, ograniczyła liczbę wydawanych przyjęć i rzadziej pojawiała się w towarzystwie, pogłębiając jeszcze niechęć, z jaką została przyjęta. Przed ślubem z Mikołajem II Aleksandra nie zdążyła bliżej poznać Rosji i jej kultury oraz języka, także jej znajomość prawosławia w momencie konwersji była powierzchowna. Jak pisze Jan Sobczak:

Zmiana ojczyzny, wiary i imienia wyobcowały ją z otoczenia, nawet z rodziny carskiej, nie mówiąc już o szerszych kołach arystokratycznych i literackich Petersburga oraz Moskwy. Jej świat przeżyć i kontaktów dość szybko zawęził się w gruncie rzeczy do męża, dzieci i kilku zbliżonych do pary cesarskiej postaci, nie zawsze najwyższych lotów

15 listopada 1895 roku caryca urodziła pierwsze dziecko – córkę Olgę.
26 maja 1896 roku Mikołaj i Aleksandra zostali formalnie koronowani na cara i carycę. Ceremonia odbyła się w soborze Zaśnięcia Matki Bożej na Kremlu moskiewskim. Z tej okazji generał-gubernator Moskwy, wielki książę Sergiusz Aleksandrowicz Romanow, zorganizował dla mieszkańców miasta festyn na podmiejskim polu Chodynka. Wskutek plotki, iż darmowego alkoholu nie wystarczy dla wszystkich uczestników przyjęcia, tłum zaczął przepychać się w kierunku stołów z jedzeniem i wódką, w wyniku czego wybuchła panika. Zginęło kilkaset osób, zaś ponad tysiąc odniosło rany.

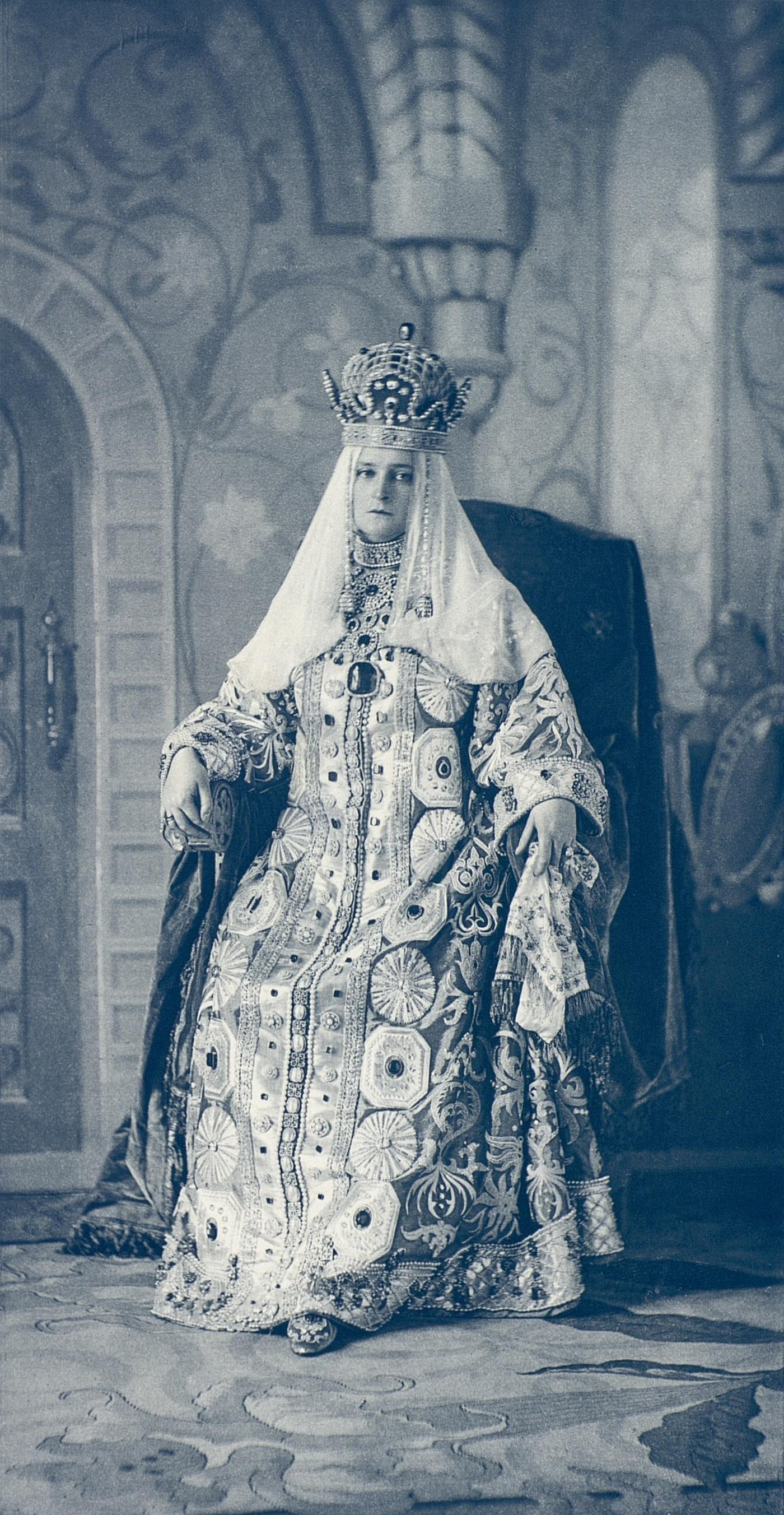
Aleksandra Fiodorowna w siedemnastowiecznym kostiumie carycy Marii Miłosławskiej

Jak wspominał rosyjski minister spraw zagranicznych Aleksandr Izwolski, para carska była wstrząśnięta opisywaną tragedią i miała zamiar odwołać swój udział w planowanym na ten sam wieczór bankiecie w ambasadzie Francji. Przekonany przez stryjów, Mikołaj II ostatecznie postanowił udać się na bal. Chociaż car i jego żona odwiedzali następnie ofiary paniki w szpitalach, jak również ufundowali odszkodowania dla rodzin zabitych z prywatnych środków, ich zachowanie w dniu katastrofy zostało powszechnie uznane za dowód bezduszności władcy oraz zapowiedź dalszych nieszczęść w związku z jego panowaniem. Wzrosła także niechęć wobec Aleksandry, której zarzucano, że nie zważając na cierpienie swojego narodu świetnie bawiła się w czasie przyjęcia. Wstrząs psychiczny związany z tym wydarzeniem sprawił, że caryca poroniła. Usiłowała odzyskać popularność, organizując ogólnokrajowe stowarzyszenie dobroczynne kobiet, do którego początkowo przyciągnęła szereg arystokratek i przedstawicielek zamożnego mieszczaństwa. Szybko jednak okazało się, że uczestniczki przedsięwzięcia liczyły na uzyskanie protekcji carycy w zamian za udział w jej projektach; gdy okazało się, że Aleksandra nie zamierzała im jej udzielać, większość wycofała się, rozprowadzając pogłoski o niewdzięczności carycy. Deklaracje Aleksandry, iż miała zamiar odnowić moralność Imperium Rosyjskiego, przyczyniły się do dalszego spadku jej popularności na dworze i w eleganckim towarzystwie Petersburga, które zaczęło ją bojkotować. Nerwowa i nieśmiała Aleksandra, wychowywana w Wielkiej Brytanii w duchu moralności wiktoriańskiej, nie rozumiała mentalności rosyjskiej arystokracji, oburzała się, słysząc o jawnych romansach, całonocnych zabawach. Stąd była postrzegana jako nudna i świętoszkowata. Jej nieśmiałość brano za oschłość i nieżyczliwość. Z kolei Aleksandra doszła do przekonania, że arystokracja, jak również szlachta, studenci i robotnicy nie są prawdziwymi Rosjanami – za takowych uważała jedynie chłopów. Nie starała się przypodobać otoczeniu, toteż nigdy nie zyskała jego sympatii. Izolację carycy wzmagały jej ambicje, by opiekować się mężem, w tym wpływać na jego decyzje polityczne – zachowanie takie postrzegano w Rosji jako nienormalne.
W 1896 Aleksandra Fiodorowna towarzyszyła mężowi w czasie jego wizyt zagranicznych w Niemczech, Austro-Węgrzech, Danii, Wielkiej Brytanii i Francji. W czerwcu 1897 urodziła drugie dziecko, córkę Tatianę. Przyjście na świat drugiej córki, zamiast oczekiwanego następcy tronu, zostało przyjęte przez dwór, jak i przez samą carycę, z ogromnym rozczarowaniem. Jedynie car wyrażał szczerą radość.
Po przyjściu na świat drugiej córki relacje między Aleksandrą a Marią Fiodorowną jeszcze się pogorszyły. Otwarty konflikt wybuchł na tle przynależności części klejnotów noszonych tradycyjnie przez caryce. Maria Fiodorowna krytykowała również fakt, że jej synowa osobiście opiekowała się córkami, zaniedbując wystąpienia publiczne.
26 czerwca 1899 roku, po ciężkim porodzie, Aleksandra urodziła trzecią córkę – Marię. Rozczarowana faktem, że po raz kolejny nie przyszedł na świat następca tronu, caryca zaczęła wierzyć w ciążącą nad nią klątwę. Od momentu konwersji caryca była niezwykle przywiązana do nowego wyznania, interesowała się historią prawosławia rosyjskiego, czytała żywoty świętych, zbierała rzadkie ikony. Po urodzeniu trzeciej córki, pragnąc za wszelką cenę wydać na świat następcę tronu, Aleksandra uwierzyła, że może się to spełnić dzięki modlitewnemu wsparciu rosyjskich jurodiwych. Kilkoro z nich sprowadziła na dwór.
Pod wpływem Milicy Czarnogórskiej caryca zaczęła interesować się okultyzmem i dołączyła do nieformalnego koła tworzącego się wokół Milicy, którego członkowie pragnęli poszukiwać duchowego oświecenia.
W czerwcu 1901 roku urodziła się czwarta córka – Anastazja.
W kole zorganizowanym przez Milicę Aleksandra poznała Philippe’a Vachota, francuskiego szarlatana i hipnotyzera, który zdołał przekonać cara i carycę do swoich nadnaturalnych zdolności. Aleksandra uczestniczyła w organizowanych przez niego seansach hipnozy i uwierzyła, że ma on do spełnienia na ziemi wyjątkową misję. Nawet gdy rosyjska policja, we współpracy z francuskimi organami ścigania, przekonała się, że Philippe był oszustem, Aleksandra w pełni mu ufała. Caryca była przeświadczona, że dzięki jego pomocy zaszła ponownie w ciążę. 31 sierpnia 1902 roku przekonała się jednak, że była to ciąża rzekoma. Aleksandra uwierzyła wówczas, że może urodzić syna dzięki wstawiennictwu zmarłego w roku 1833 mnicha Serafina z Sarowa. W 1903 roku wzięła udział w jego uroczystej kanonizacji, modląc się o poczęcie następcy tronu i kapiąc się w świętym źródle związanym z Serafinem.
W czasie wojny rosyjsko-japońskiej caryca zaangażowała się w działalność dobroczynną, organizując warsztaty przygotowujące bandaże i ciepłą odzież dla żołnierzy.

### 1904–1914

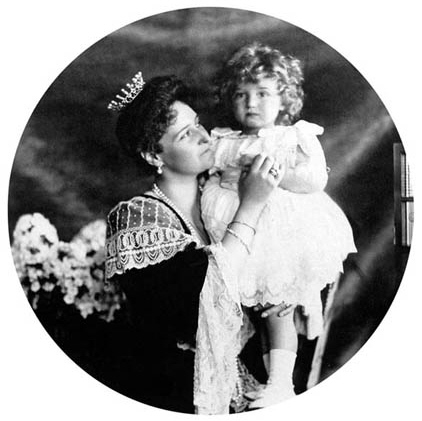
Caryca z synem, 1906

12 sierpnia 1904 roku Aleksandra urodziła syna Aleksego. Po sześciu tygodniach rodzice przekonali się, że carewicz jest chory na hemofilię. Odtąd Aleksandra spędzała większość czasu opiekując się synem i modląc się, by przeżył. Wychowanie syna stało się jej najważniejszym zajęciem, Aleksemu poświęcała znacznie więcej czasu niż jego siostrom.
9 stycznia 1905 roku wojsko rozpędziło w Petersburgu manifestację robotniczą prowadzoną przez prawosławnego duchownego Gieorgija Gapona. Zginęło wówczas, według oficjalnych szacunków, 130 osób.
W czasie manifestacji car i caryca przebywali w Carskim Siole, mimo tego w oczach opinii publicznej i władców europejskich Mikołaj II był odpowiedzialny za zmasakrowanie pokojowej demonstracji. Aleksandra uznała za swój obowiązek obronę męża. W liście do swojej siostry Wiktorii twierdziła, że decyzja wojsk o strzelaniu do tłumu była właściwa i że żołnierze działali w obronie własnej. Za głównego winowajcę śmierci uczestników pochodu uznała ministra spraw wewnętrznych Piotra Światopołka-Mirskiego i złych doradców działających w otoczeniu cara.
Z powodu słabego zdrowia Aleksandra Fiodorowna coraz rzadziej pokazywała się publicznie. Jej zadania w czasie publicznych przyjęć i balów stopniowo przejmowały starsze córki. Caryca spędzała większość czasu w swoich apartamentach, malując martwe natury, haftując, czytając i pisząc listy. Zarzuciła grę na fortepianie i śpiew, którego się dawniej uczyła, gdyż obie te czynności wyczerpywały ją. Najlepiej czuła się, gdy cała rodzina wyjeżdżała do carskiej rezydencji letniej w Liwadii. Według wspomnień dworzanina, barona Fredericksa, ok. 1911 roku zachowanie carycy stało się dziwne. Jej reakcje i wypowiedzi stały się nieprzewidywalne, Aleksandra Fiodorowna wypowiadała się cicho, niemal niezrozumiale, skarżyła się na kłopoty z sercem. Dziwne zachowanie żony Mikołaja II wywołało nową falę plotek o jej relacjach z Rasputinem. W roku 1912, mimo złego samopoczucia, Aleksandra wzięła udział w niektórych uroczystościach upamiętniających 300 lat panowania Romanowów w Rosji.
Nielubiana na dworze i w społeczeństwie, caryca czuła się coraz bardziej samotna. Jedynymi osobami, które uważała za przyjaciółki, były gruzińska księżniczka Sonia Orbeliani (od swojego pojawienia się w Petersburgu w 1898 roku do śmierci w roku 1915) oraz Anna Wyrubowa, dama dworu.

#### Znajomość z Rasputinem

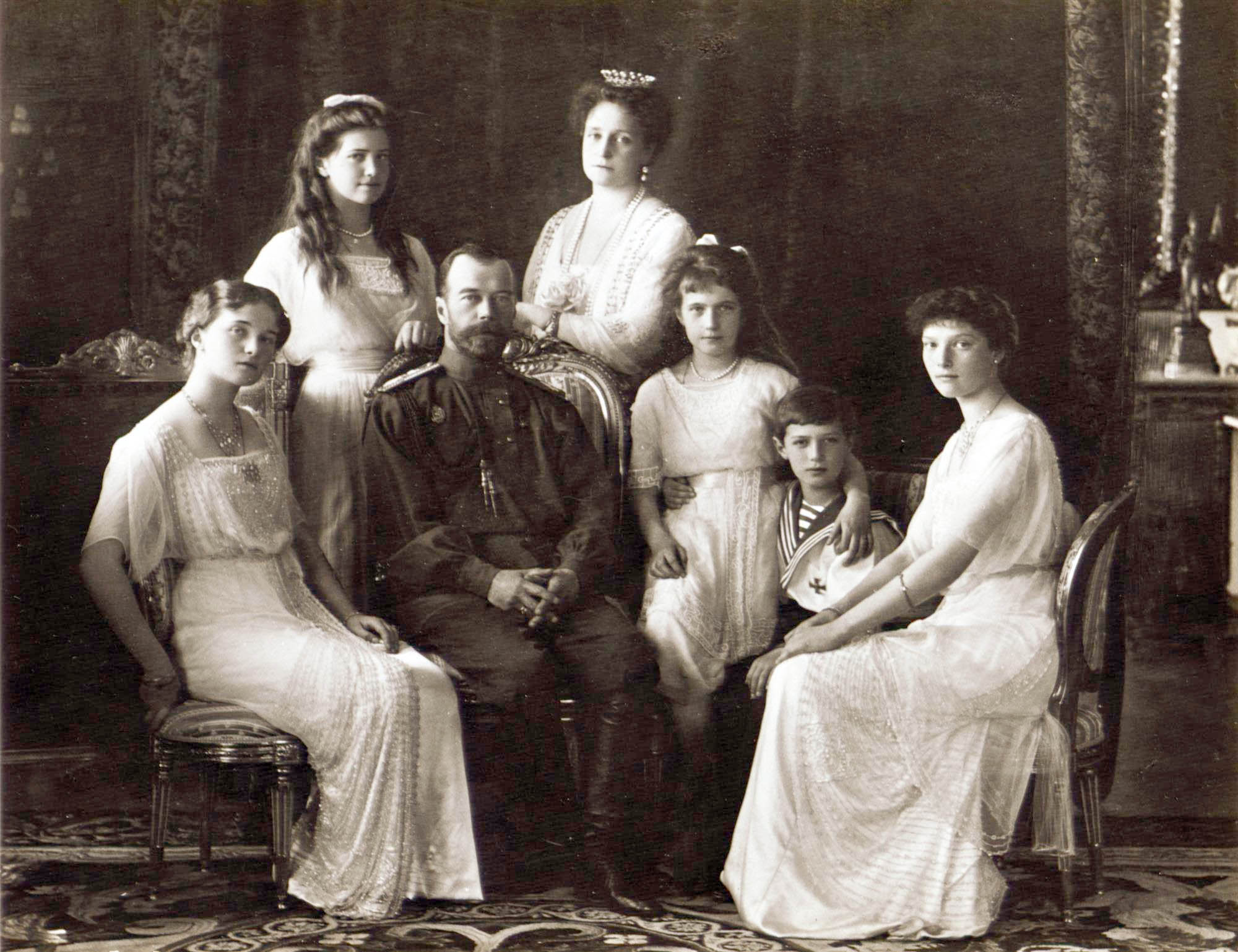
Oficjalne zdjęcie rodziny carskiej z 1913

W 1905 roku Aleksandra Fiodorowna pierwszy raz spotkała Grigorija Rasputina, którego uznała za świętego cudotwórcę oraz nowe wcielenie zmarłego w tym samym roku Philippe’a Vachota.
W 1907 roku Aleksy nieoczekiwanie wydobrzał po ciężkim ataku hemofilii, gdy Rasputin odmówił przy jego łóżku modlitwę. Caryca uwierzyła wówczas, że za jego pośrednictwem jej rodzina zyskuje bożą pomoc. Z czasem Aleksandra doszła do przekonania, że Rasputin leczył nie tylko carewicza, ale i cara, a także przez krótki czas samą Aleksandrę. Jej pełne zaufanie do Rasputina nie słabło, chociaż była przed nim ostrzegana m.in. przez swą siostrę Elżbietę, docierały do niej również pogłoski o rozwiązłym życiu Rasputina.
Aleksandra była osobą słabego zdrowia. Jej zdrowie fizyczne sukcesywnie pogarszało się z wiekiem, procesowi temu towarzyszyła pogłębiająca się depresja. Nie wierzyła w możliwość wyzdrowienia i odmawiała udania się do uzdrowiska, co zalecali jej lekarze. Pogłębiało się u niej również przekonanie, iż w swoim otoczeniu może ufać zaledwie kilku osobom. W tym samym czasie w Petersburgu pojawiły się plotki o romansie nielubianej carycy z Rasputinem.
Chcąc powstrzymać rozprzestrzenianie się plotek, w 1912 roku Aleksandra Fiodorowna wyjawiła niektórym członkom rodziny Romanowów, że carewicz cierpi na nieuleczalną chorobę – dotąd starała się utrzymywać ten fakt w tajemnicy. Stwierdziła, że jedynym ratunkiem dla Aleksego jest pomoc Rasputina. W październiku 1912 roku, w czasie pobytu rodziny carskiej w Spale Aleksy doznał kolejnego krwotoku. Obecni na miejscu lekarze nie potrafili mu pomóc, jednak krwawienie ustało, gdy do carycy dotarł uspokajający telegram Rasputina. Wydarzenie to po raz kolejny utwierdziło Aleksandrę w wierze w jego zdolności.

### Lata I wojny światowej
Natychmiast po wybuchu I wojny światowej Aleksandra Fiodorowna zaangażowała się w działalność dobroczynną, otwierając w Ermitażu warsztaty szycia na potrzeby wojska. Stanęła również na czele rosyjskiego Czerwonego Krzyża. Część pałaców carskich została zaadaptowana na lazarety. Do listopada 1914 roku Aleksandra i jej dwie starsze córki ukończyły kurs chirurgiczny i jako siostry miłosierdzia asystowały przy operacjach w szpitalach wojskowych. Jednak już po miesiącu takiej pracy caryca zapadła na zdrowiu i musiała z niej zrezygnować na rzecz przygotowywania ikon i portretów cara dla każdego rosyjskiego pułku.
Mimo wielokrotnie prezentowanego w ciągu dwudziestu lat od ślubu z Mikołajem II patriotyzmu rosyjskiego po wybuchu wojny caryca, z racji swojego niemieckiego pochodzenia, była stale oskarżana o sprzyjanie Niemcom i brak współczucia dla żołnierzy rosyjskich, a następnie nawet o prowadzenie tajnych rozmów pokojowych i szpiegostwo. Oskarżenia i wyzwiska spotykały ją nawet w szpitalach polowych, do których się udawała.
Na krótko przed końcem 1916 roku Aleksandra Fiodorowna odwiedzała szpitale w Nowogrodzie i udała się do miejscowego żeńskiego monasteru. Według wspomnień świadków żyjąca w nim ponadstuletnia pustelnica na widok carycy zawołała: „Oto caryca męczennica Aleksandra!”, po czym nakazała jej z odwagą nieść swój krzyż.
Po powrocie do Petersburga caryca dowiedziała się o zaginięciu Rasputina, zaś 1 stycznia 1917 roku z Newy wydobyto jego zmasakrowane ciało. Aleksandra osobiście wybrała miejsce pochówku, po czym razem z rodziną wzięła udział w pogrzebie.

#### Wpływ Aleksandry na działalność męża w czasie I wojny światowej
Aleksandra Fiodorowna nalegała, by Mikołaj II osobiście objął dowództwo nad wojskami rosyjskimi w wojnie. Twierdziła przy tym, że jego poczynania muszą skończyć się powodzeniem, gdyż pozostaje jako car pod szczególną opieką świętych. W kolejnych listach do przebywającego w sztabie generalnym męża zapewniała go, że jest on prawowitym carem i samowładcą Rosji, skierowanym przez Boga na tron, wzywała do utrzymywania autokracji. Z czasem nabrała przekonania, że jest w stanie sama, doradzając mężowi, kierować polityką państwową; członków rządu zaczęła traktować jak głupców lub zdrajców. W myśleniu tym utwierdzał ją Rasputin, któremu bezgranicznie ufała. Aleksandra początkowo miała jedynie informować cara o wydarzeniach w stolicy, z czasem jednak coraz wyraźniej usiłowała zastępować go przy podejmowaniu decyzji personalnych w związku z opisywanymi przez siebie zdarzeniami. Realizowała przy tym wskazania Rasputina. Nie zawsze jednak udawało jej się w pełni wpłynąć na męża.
W styczniu 1916 roku, idąc za radą żony, Mikołaj II zdymisjonował premiera Iwana Goriemykina, zastępując go protegowanym Aleksandry i Rasputina – Borisem Stürmerem. Objął on następnie również teki ministra spraw zagranicznych i ministra wojny. Działania Stürmera przyczyniły się do dalszego pogorszenia sytuacji Rosji. Według wspomnień księcia Feliksa Jusupowa Aleksandra otrzymywała od męża do wglądu mapy frontowe przed planowanymi operacjami wojskowymi, po czym pokazywała je Rasputinowi. Caryca traktowała wojnę jako okazję do utrwalenia samowładztwa w Rosji, likwidacji Dumy, usunięcia od władzy przedstawicieli inteligencji liberalnej i oparcia autorytetu cara wyłącznie na chłopstwie.
W połowie 1916 roku wpływ żony na cara jeszcze się pogłębił. Zdezorientowany intrygami w kręgach rządowych, załamany klęskami Rosjan na froncie, Mikołaj II uznał, że Aleksandra jest jedyną osobą, której może w pełni ufać. W listopadzie 1916 roku Aleksandra zażądała od niego, by nie słuchał żadnych doradców ani ministrów, a jedynie wcielał w życie rady Rasputina. Car nie spełnił jednak jej prośby. Aleksandra podejrzewała nawet swoją teściową o zamiary usunięcia syna z tronu i ustanowienia regencji do czasu pełnoletniości Aleksego. Faktycznie w pierwszych tygodniach 1917 roku wielcy książęta bezskutecznie usiłowali przekonać Mikołaja, by nie kierował się radami żony, jak również powołał rząd wyposażony w szczególne pełnomocnictwa. Wielki książę Aleksander Michajłowicz Romanow przekonywał go do przekształcenia autokracji w monarchię konstytucyjną. Car nie tylko nie usłuchał wymienionych wskazówek, ale i nie chciał wierzyć, że wcześniejsze nominacje personalne Aleksandry (obok Stürmera m.in. minister spraw wewnętrznych Aleksandr Protopopow) były nietrafne. Równie nieskuteczne były próby wpłynięcia na samą Aleksandrę, jakie podejmowały jej siostra Elżbieta oraz wielka księżna Wiktoria, żona Cyryla Władimirowicza Romanowa.

#### Rewolucja lutowa
W momencie wybuchu rewolucji lutowej Aleksandra przebywała w pałacu w Carskim Siole, zajmując się swoimi dziećmi chorymi na odrę. Początkowo nie doceniała znaczenia protestów społecznych w Petersburgu, określając ich uczestników jako chuliganerię.
Po swojej abdykacji Mikołaj II nakazał Aleksandrze z dziećmi przenieść się do Gatczyny lub spotkać się z nim na drodze do Mohylewa. Żadne z tych zamierzeń nie zostało zrealizowane, gdyż rewolucjoniści zablokowali linię kolejową do Carskiego Sioła. Dzięki pomocy Michaiła Rodzianki Aleksandra miała możliwość wyjazdu do Mohylewa, jednak nie skorzystała z niej. Gwardia pałacowa obroniła jednak rodzinę przed atakiem uczestników zamieszek. Rząd Tymczasowy zdecydował o internowaniu Romanowów w pałacu w Carskim Siole pod strażą, której członkowie, oficjalnie strzegąc byłego cara, zajmowali się równocześnie rabunkiem wyposażenia pałacu, zaś do Romanowów odnosili się opryskliwie. Była caryca, zachowując zewnętrznie spokój, pogrążyła się w apatii. Spędzała czas, czytając lub przyglądając się, jak mąż z dziećmi zajmują się ogrodem.

## Uwięzienie i śmierć
1 sierpnia 1917 roku była rodzina carska została na polecenie Rządu Tymczasowego przewieziona do Tobolska. W pociągu, którym wieziono Romanowów, zamalowano farbą okna, by zapobiec zainteresowaniu i manifestacjom sympatii lub potępienia dla byłego cara. Na miejscu ulokowano ich w domu gubernatora. Romanowowie pozostawali pod ścisłą strażą i byli szykanowani przez wchodzących w jej skład żołnierzy. Ograniczono nawet ich racje żywnościowe. Mieszkańcy miasta odnosili się do internowanych z sympatią – w Tobolsku nie było robotników przemysłowych, miejscowi mieszczanie i okoliczni chłopi nie popierali rewolucji. Niektórzy mieszkańcy przekazywali rodzinie cesarskiej za pośrednictwem lekarza i służących Romanowów świeżą żywność, rzadziej listy i szyfrowane wiadomości. Kilka z nich zawierało zapowiedzi rychłego uwolnienia, do czego jednak nigdy nie doszło. W czasie internowania Aleksandra zajmowała się dziećmi, ucząc je religii i języka niemieckiego. Sytuację rodziny postrzegała jako wielkie upokorzenie i znosiła ją znacznie gorzej niż mąż.
25 kwietnia 1918 roku Mikołaj II został oddzielony od rodziny i wywieziony z Tobolska do Jekaterynburga. Następnie dołączyła do niego Aleksandra Fiodorowna z dziećmi. Romanowów zakwaterowano w „domu specjalnego przeznaczenia” wykupionym od kupca Ipatiewa. W tym momencie ich przyszły los był już przesądzony.

### Egzekucja ostatnich Romanowów
Jak pisze Elisabeth Heresch, Romanowowie byli pewni, że zostaną zabici, sił dodawała im jedynie religia.
W nocy z 16 na 17 lipca 1918 roku wszyscy członkowie rodziny zostali zbudzeni pod pretekstem natychmiastowej ewakuacji. Romanowów zgromadzono w piwnicy, Aleksy i Aleksandra usiedli na krzesłach, przyniesionych na prośbę byłego cara. Komendant domu Jakow Jurowski oznajmił, że krewni Romanowów usiłowali im pomóc; zamiar ten nie powiódł się i bolszewicka załoga domu musi zlikwidować jego mieszkańców. Następnie strzelił do Mikołaja, zabijając go jednym strzałem. Był to sygnał dla pozostałych członków plutonu egzekucyjnego, którzy zaczęli równocześnie strzelać do wszystkich zebranych. Aleksandra zginęła zaraz po mężu. Zwłoki zabitych przewieziono na uroczysko w lesie Koptiaki, gdzie przy pomocy kwasu siarkowego zdeformowano twarze Romanowów. W ciągu dwóch następnych dni ich ciała poćwiartowano i pochowano w lesie. Szczegóły śmierci i pogrzebu ostatniego cara i jego bliskich miały pozostać tajemnicą. 19 lipca 1918 roku gazeta „Izwiestia” podała, że były car został rozstrzelany w związku z odkryciem spisku mającego na celu jego uwolnienie, natomiast jego żona znajduje się w bezpiecznym miejscu. Komunikat ten powtórzono, w bardziej szczegółowej formie, następnego dnia.

## Śledztwa w sprawie śmierci i pochówku

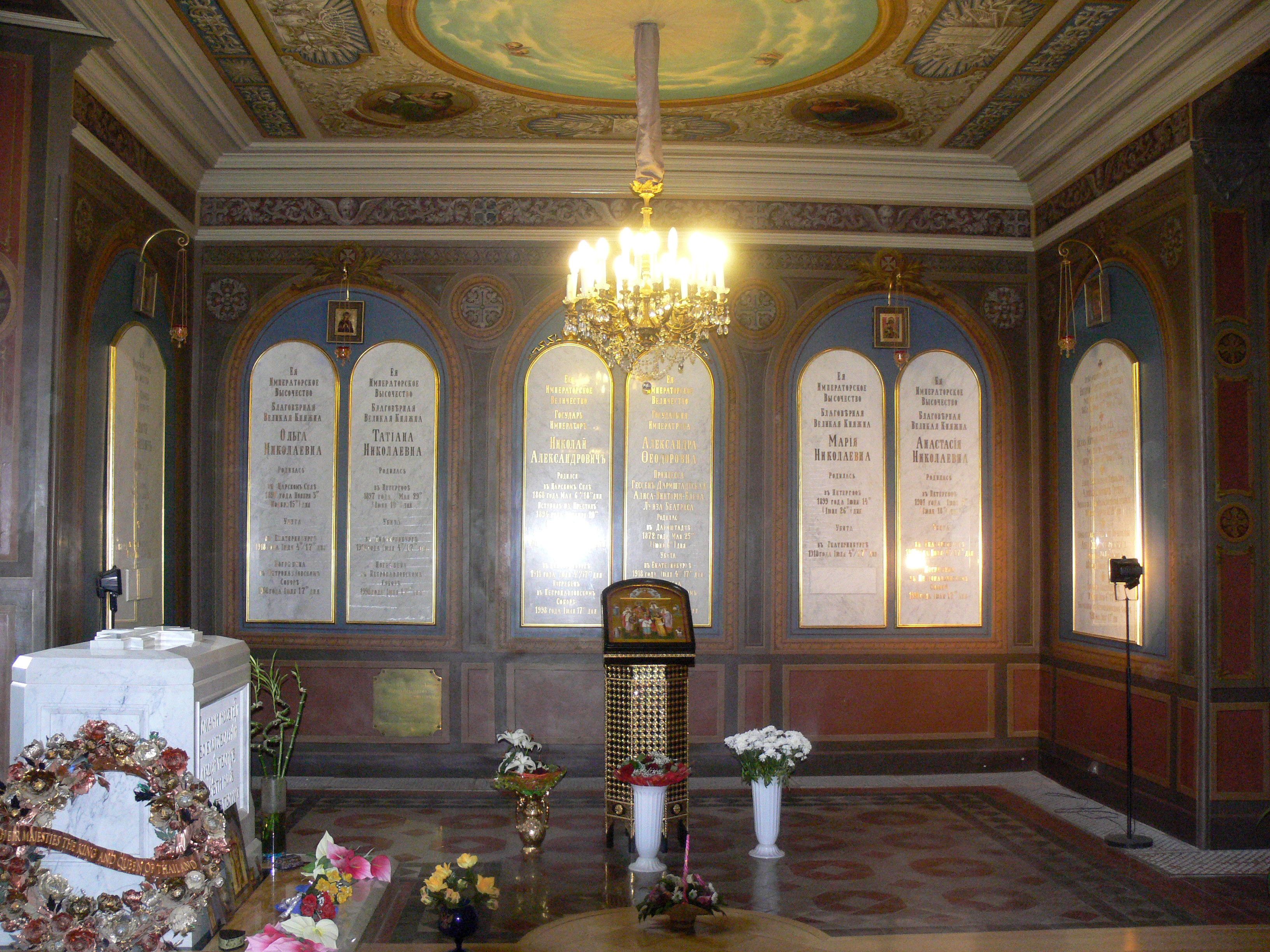
Grób Aleksandry Fiodorowny w soborze Świętych Piotra i Pawła w Petersburgu

Po zajęciu Jekaterynburga przez oddziały Kołczaka 25 lipca 1918 roku komisja pod kierunkiem Nikołaja Sokołowa dokonała oględzin domu Ipatiewa oraz odnalazła miejsce pochówku Romanowów, natrafiając zarazem na szereg szczątków spalonych zwłok oraz przedmiotów osobistych należących do zamordowanych. Opublikowane w 1924 roku wyniki prac komisji potwierdzały śmierć całej rodziny, nie tylko Mikołaja. Jednak o losach Mikołaja, Aleksandry i ich dzieci przez dziesięciolecia krążyły legendy i sprzeczne wersje wydarzeń.
W 1976 roku geolog Aleksandr Awdonin i pisarz Gleb Riabow zlokalizowali grób rodziny carskiej, jednak o swoim odkryciu powiadomił prokuraturę dopiero w 1991 roku. 13 lipca 1993 roku mogiłę rozkopano, odnajdując szczątki dziewięciu osób. Badania antropologiczne pozwoliły ustalić, że płeć i wiek ofiar odpowiadały cechom członków rodziny Mikołaja II. Cztery lata później ogłoszono na podstawie badań genetycznych, że w lesie pod Jekaterynburgiem faktycznie pochowano rodzinę ostatniego cara. W 1998 roku odnalezione szczątki uroczyście pochowano w krypcie soboru Świętych Piotra i Pawła w Petersburgu.

## Kult i kanonizacja
W latach 70. XX wieku pojawił się nieformalny kult zamordowanej rodziny carskiej. Wierni przychodzili na miejsce pochówku Romanowów, traktując je jak grób świętych. 7 lipca 1991 z błogosławieństwa arcybiskupa jekaterynburskiego i wierchoturskiego Melchizedeka w uroczysku ustawiono pamiątkowy krzyż. Miejsce to stało się celem oficjalnych procesji i nabożeństw (pierwszą Świętą Liturgię odsłużono w 1995). W 2000 kult rodziny carskiej został usankcjonowany przez Sobór Biskupów Rosyjskiego Kościoła Prawosławnego, który zaliczył Romanowów w poczet świętych z tytułem świętych cierpiętników (strastotierpcy). W tym samym roku na miejscu ich pochówku rozpoczęto budowę monasteru Świętych Cierpiętników Carskich. Rosyjski Kościół Prawosławny, czcząc ostatnich Romanowów, nie wyraził jednoznacznego stanowiska w sprawie autentyczności ich szczątków badanych w 1993. Przedstawiciele Cerkwi nie brali udziału w ponownym pogrzebie Mikołaja II i jego rodziny w Petersburgu.
Wcześniej, w 1981, Romanowów za świętych uznał niekanoniczny Rosyjski Kościół Prawosławny poza granicami Rosji. Głównym ośrodkiem ich kultu jest w tej jurysdykcji cerkiew św. Hioba w Brukseli, w której przechowywane są domniemane relikwie cara – szczątki wydobyte z uroczyska w Jekaterynburgu przez żołnierzy Kołczaka, a następnie wywiezione na emigrację.

## Genealogia
| Prapradziadkowie                                                | wielki książę Hesji Ludwik I (1753-1830) ∞ 1777 Luiza Henryka Heska (1761-1829)  | wielki książę Badenii Karol Ludwik (1755-1801) ∞ 1774 Amalia Fryderyka Heska (1754-1832) | król Prus Fryderyk Wilhelm II (1744-1797) ∞ 1769 Fryderyka Luiza z Hesji-Darmstadt (1751-1805) | landgraf Hesji-Homburg Fryderyk V (1748-1820) ∞ 1768 Karolina z Hesji-Darmstadt (1746-1821)  | książę Saksonii-Coburg-Saalfeld Franciszek (1750-1806) ∞1776 Augusta Reuss-Ebersdorf (1757-1831)           | książę Saksonii-Gotha-Altenburg August (1772-1822) ∞1797 Luiza Szarlotta z Meklemburgii-Schwerin (1779-1801) | król Wielkiej Brytanii Jerzy III (1738-1820) ∞1761 Zofia Charlotta z Meklemburgii-Strelitz (1744-1818)                | książę Saksonii-Coburg-Saalfeld Franciszek (1750-1806) ∞1776 Augusta Reuss-Ebersdorf (1757-1831)                      |
| Pradziadkowie                                                   | wielki książę Hesji Ludwik II (1777-1848) ∞ 1804 Wilhelmina Badeńska (1788-1836) | wielki książę Hesji Ludwik II (1777-1848) ∞ 1804 Wilhelmina Badeńska (1788-1836)         | książę Prus Wilhelm Pruski (1783-1851) ∞ 1804 Maria Anna Amalie z Hesji-Homburga (1785-1846)   | książę Prus Wilhelm Pruski (1783-1851) ∞ 1804 Maria Anna Amalie z Hesji-Homburga (1785-1846) | książę Saksonii-Coburg-Gotha Ernest I (1784-1844) ∞1817 Ludwika z Saksonii-Gothy-Altenburga (1800-1831)    | książę Saksonii-Coburg-Gotha Ernest I (1784-1844) ∞1817 Ludwika z Saksonii-Gothy-Altenburga (1800-1831)      | książę Kentu i Strathearn Edward August Hanowerski (1767-1820) ∞1818 Wiktoria z Saksonii-Coburga-Saalfeld (1786-1861) | książę Kentu i Strathearn Edward August Hanowerski (1767-1820) ∞1818 Wiktoria z Saksonii-Coburga-Saalfeld (1786-1861) |
| Dziadkowie                                                      | książę Hesji-Darmstadt Karol (1809-1877) ∞ 1836 Elżbieta Pruska (1815-1885)      | książę Hesji-Darmstadt Karol (1809-1877) ∞ 1836 Elżbieta Pruska (1815-1885)              | książę Hesji-Darmstadt Karol (1809-1877) ∞ 1836 Elżbieta Pruska (1815-1885)                    | książę Hesji-Darmstadt Karol (1809-1877) ∞ 1836 Elżbieta Pruska (1815-1885)                  | Albert z Saksonii-Coburg-Gotha (1819-1861) ∞1840 królowa Wielkiej Brytanii Wiktoria Hanowerska (1819-1901) | Albert z Saksonii-Coburg-Gotha (1819-1861) ∞1840 królowa Wielkiej Brytanii Wiktoria Hanowerska (1819-1901)   | Albert z Saksonii-Coburg-Gotha (1819-1861) ∞1840 królowa Wielkiej Brytanii Wiktoria Hanowerska (1819-1901)            | Albert z Saksonii-Coburg-Gotha (1819-1861) ∞1840 królowa Wielkiej Brytanii Wiktoria Hanowerska (1819-1901)            |
| Rodzice                                                         | wielki książę Hesji Ludwik IV (1837-1892) ∞ 1862 Alicja Koburg (1843-1878)       | wielki książę Hesji Ludwik IV (1837-1892) ∞ 1862 Alicja Koburg (1843-1878)               | wielki książę Hesji Ludwik IV (1837-1892) ∞ 1862 Alicja Koburg (1843-1878)                     | wielki książę Hesji Ludwik IV (1837-1892) ∞ 1862 Alicja Koburg (1843-1878)                   | wielki książę Hesji Ludwik IV (1837-1892) ∞ 1862 Alicja Koburg (1843-1878)                                 | wielki książę Hesji Ludwik IV (1837-1892) ∞ 1862 Alicja Koburg (1843-1878)                                   | wielki książę Hesji Ludwik IV (1837-1892) ∞ 1862 Alicja Koburg (1843-1878)                                            | wielki książę Hesji Ludwik IV (1837-1892) ∞ 1862 Alicja Koburg (1843-1878)                                            |
| Alicja Wiktoria Heska1) (ur. 6 czerwca 1872, zm. 17 lipca 1918) |                                                                                  |                                                                                          |                                                                                                |                                                                                              | | | | |
| Mąż                                                             | ∞ 1894 Mikołaj II Romanow (ur. 6 maja 1868, zm. 17 lipca 1918) cesarz Rosji      | ∞ 1894 Mikołaj II Romanow (ur. 6 maja 1868, zm. 17 lipca 1918) cesarz Rosji              | ∞ 1894 Mikołaj II Romanow (ur. 6 maja 1868, zm. 17 lipca 1918) cesarz Rosji                    | ∞ 1894 Mikołaj II Romanow (ur. 6 maja 1868, zm. 17 lipca 1918) cesarz Rosji                  | ∞ 1894 Mikołaj II Romanow (ur. 6 maja 1868, zm. 17 lipca 1918) cesarz Rosji                                | ∞ 1894 Mikołaj II Romanow (ur. 6 maja 1868, zm. 17 lipca 1918) cesarz Rosji                                  | ∞ 1894 Mikołaj II Romanow (ur. 6 maja 1868, zm. 17 lipca 1918) cesarz Rosji                                           | ∞ 1894 Mikołaj II Romanow (ur. 6 maja 1868, zm. 17 lipca 1918) cesarz Rosji                                           |
| Dzieci                                                          | Olga Nikołajewna Romanowa (ur. 15 listopada 1895, zm. 17 lipca 1918)             | Olga Nikołajewna Romanowa (ur. 15 listopada 1895, zm. 17 lipca 1918)                     | Tatiana Nikołajewna Romanowa (ur. 10 czerwca 1897, zm. 17 lipca 1918)                          | Tatiana Nikołajewna Romanowa (ur. 10 czerwca 1897, zm. 17 lipca 1918)                        | Maria Nikołajewna Romanowa (ur. 26 czerwca 1899, zm. 17 lipca 1918)                                        | Anastazja Nikołajewna Romanowa (ur. 18 czerwca 1901, zm. 17 lipca 1918)                                      | Anastazja Nikołajewna Romanowa (ur. 18 czerwca 1901, zm. 17 lipca 1918)                                               | Aleksy Mikołajewicz Romanow (ur. 12 sierpnia 1904, zm. 17 lipca 1918)                                                 |

1. Po ślubie – Aleksandra Fiodorowna Romanowa.